# Cannabisgesetz
Das Cannabisgesetz (CanG) ist ein umfangreiches deutsches Artikelgesetz, welches den privaten Besitz, Anbau und medizinisch-wissenschaftlichen Gebrauch von Cannabis in Deutschland unter bestimmten Voraussetzungen legalisiert. Das Gesetz trat nach seinem Art. 15 überwiegend am 1. April 2024 in Kraft. Anbauvereinigungen sind erst seit dem 1. Juli 2024 erlaubt.
Kernpunkt ist die Änderung des Betäubungsmittelgesetzes (BtMG) durch Streichung von Cannabis aus den nicht verkehrs- bzw. verschreibungsfähigen Substanzen. Nach § 1 Abs. 1 BtMG sind Betäubungsmittel im Sinne des BtMG die in den Anlagen I bis III aufgeführten Stoffe und Zubereitungen. Nach der gegenüber der bisherigen betäubungsmittelrechtlichen Einstufung veränderten Risikobewertung für Cannabis wurde Cannabis, so wie es in den Anlagen des BtMG definiert war, einschließlich Nutzhanf und Cannabisharz gem. Art. 3 Nr. 6 CanG aus den Anlagen des BtMG entnommen. Damit gilt Cannabis nicht mehr als Betäubungsmittel im Sinne des Betäubungsmittelgesetzes. Es unterliegt nicht mehr den Vorschriften des BtMG.
Weitere Gesetze wie das Strafgesetzbuch und die Strafprozessordnung sowie die Fahrerlaubnis-Verordnung wurden in Folge der Neubewertung von Cannabis geändert.

## Art. 1: Konsumcannabisgesetz
Die Einführung der kontrollierten Abgabe von Cannabis an Erwachsene zu Genusszwecken in lizenzierten Geschäften war ein zentrales drogenpolitisches Anliegen der Ampelkoalition im Koalitionsvertrag der 20. Wahlperiode des Bundestages.

### Inhalt
Der Anbau und die Weitergabe von Cannabis sind gemäß § 2 Abs. 1 Nr. 2 und 7 Konsumcannabisgesetz (KCanG) grundsätzlich verboten.
Von dem verbotenen Umgang mit Cannabis sind gem. § 2 Abs. 3 KCanG für Personen, die das 18. Lebensjahr vollendet haben, ausgenommen
1. der Umgang mit Cannabis zu wissenschaftlichen Zwecken (erlaubnispflichtig),
2. der Besitz von bis zu 25 Gramm Cannabis (in der Wohnung sind bis zu 50 Gramm erlaubt),
3. der private Eigenanbau von bis zu drei Cannabis-Pflanzen (wer mindestens seit 6 Monaten einen Wohnsitz in Deutschland hat) und
4. der gemeinschaftliche Eigenanbau, die Weitergabe und Entgegennahme von Cannabis in Anbauvereinigungen, die eine Erlaubnis erhalten haben.[4]

Verstöße gegen die Regelungen sind gem. §§ 34, 36 KCanG straf- bzw. bußgeldbewehrt.
Eine vom Bundesministerium für Digitales und Verkehr eingesetzte Arbeitsgruppe schlug gem. § 44 KCanG einen Grenzwert von 3,5 ng/ml Tetrahydrocannabinol (THC) im Blutserum vor, bei dessen Erreichen nach dem Stand der Wissenschaft eine verkehrssicherheitsrelevante Wirkung beim Führen eines Kraftfahrzeuges nicht fernliegend ist, aber deutlich unterhalb der Schwelle, ab der ein allgemeines Unfallrisiko beginnt.
Im Juni 2024 beschloss der Bundestag einen Gesetzesentwurf zur Änderung straßenverkehrsrechtlicher Vorschriften. Mit diesem gilt, wie von der Arbeitsgruppe vorgeschlagen, ein THC-Grenzwert von 3,5 ng/ml für Kraftfahrzeugführer (für Fahranfänger und unter 21-jährige gilt weiterhin wie bei Alkohol ein Verbot). Die Rechtsprechung legt bisher den analytischen Nachweisgrenzwert von 1 ng/ml THC im Blutserum zugrunde. Mit der Änderung im Juni 2024 wird außerdem Gesetz, dass Cannabis-Konsumenten beim Führen eines Kraftfahrzeugs nüchtern sein müssen bzw. keinen Alkohol im Blut haben dürfen. Der Bundesrat billigte diese Änderung in seiner Sitzung am 5. Juli 2024. Das Änderungsgesetz trat am 22. August 2024 in Kraft.

### Ausblick

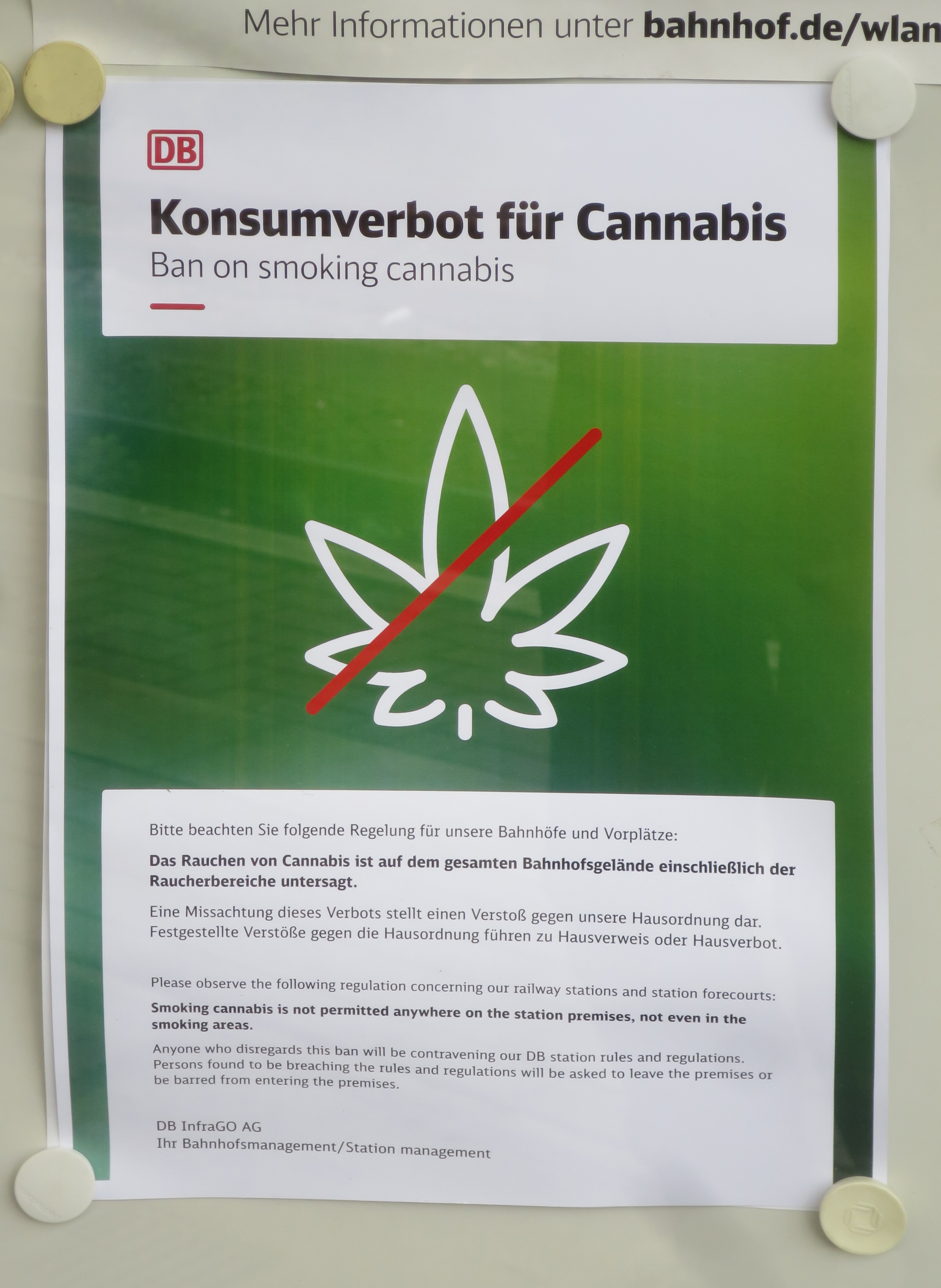
Hausrechtliches Verbot des Cannabiskonsums nach Inkrafttreten des KCanG

Gesellschaftliche Auswirkungen insbesondere auf den Kinder- und Jugendschutz, auf den Gesundheitsschutz und auf die cannabisbezogene Kriminalität sollen begleitend zum Vollzug des Gesetzes evaluiert werden (§ 43 KCanG).
Bei kompletter Legalisierung erwartete Justus Haucap im Jahre 2021 eine Cannabissteuer von jährlich 1,8 Milliarden Euro, Mehreinnahmen bei Körperschaft-, Gewerbe- und Umsatzsteuer von zusammen rund 735 Millionen Euro, ein Mehraufkommen an Sozialbeiträgen von 526 Millionen Euro sowie der Lohnsteuer von 280 Millionen Euro, welche durch rund 27.000 Arbeitsplätze in der Cannabiswirtschaft entstehen sollen.
Einsparungen bei der Strafverfolgung würden sich voraussichtlich auf 1,05 Mrd. Euro und bei der Justiz auf 313 Millionen Euro pro Jahr belaufen. Der fiskalische Effekt der kompletten Legalisierung würde sich so auf ca. 4,7 Mrd. Euro pro Jahr beziffern.

### Kontroversen
Das Gesetz ist Gegenstand einer breiten öffentlichen Debatte. Befürworter des Gesetzes argumentieren, dass es die Kriminalität reduzieren und die Steuereinnahmen erhöhen werde. Gegner des Gesetzes hingegen warnen vor den negativen Auswirkungen auf die Gesundheit und die Verkehrssicherheit.

## Art. 2: Medizinal-Cannabisgesetz
Der medizinische Gebrauch von Cannabis hat sich nach Ansicht des Gesetzgebers als therapeutische Option bei der Versorgung insbesondere von chronisch kranken oder ansonsten austherapierten Patienten etabliert. Die Forschung in diesem Bereich, insbesondere auch zur Entwicklung neuer Arzneimittel, nehme zu. Dabei hätten sich die diesbezüglichen Regelungen im Betäubungsmittelgesetz (BtMG) grundsätzlich bewährt. Um gleichwohl der geänderten Risikobewertung von Cannabis insgesamt gerecht zu werden, werden die Regelungen in ein eigenes Gesetz außerhalb des BtMG und des Arzneimittelgesetzes (AMG), das Gesetz zur Versorgung mit Cannabis zu medizinischen und medizinisch-wissenschaftlichen Zwecken (Medizinal-Cannabisgesetz – MedCanG) überführt und modifiziert.
Danach darf Cannabis zu medizinischen Zwecken an Endverbraucher im Rahmen des Betriebs einer Apotheke gegen Vorlage einer ärztlichen Verschreibung abgegeben werden (§ 3 Abs. 2 MedCanG). Cannabis zu medizinisch-wissenschaftlichen Zwecken darf im Rahmen von klinischen Prüfungen im Sinne des § 4 Abs. 23 AMG durch eine Ärztin oder einen Arzt verabreicht oder einem anderen zum unmittelbaren Verbrauch überlassen werden (§ 3 Abs. 3 MedCanG).
Wer Cannabis zu medizinischen Zwecken oder Cannabis zu medizinisch-wissenschaftlichen Zwecken anbauen, herstellen, mit ihm Handel treiben, einführen, ausführen, abgeben, veräußern, sonst in den Verkehr bringen, sich verschaffen oder erwerben will, bedarf einer Erlaubnis des Bundesinstituts für Arzneimittel und Medizinprodukte (§ 4 Abs. 1 MedCanG).

## Straf- und Strafprozessrecht
Vor dem 1. April 2024 verhängte Strafen für Straftaten nach dem Betäubungsmittelgesetz, die nach dem KCanG oder dem MedCanG nicht mehr strafbar und auch nicht mit Geldbuße bedroht sind, werden erlassen, soweit sie noch nicht vollstreckt sind (Art. 316p, Art. 313 EGStGB). Sofern eine Gesamtstrafe unter Einbeziehung einer Strafe für ein Verhalten, das nach dem neuen KCanG oder MedCanG nicht mehr strafbar wäre, gebildet worden ist, wird vonseiten des Gerichts eine neue Gesamtstrafe gebildet.
Zugleich werden bestimmte, besonders schwere Straftaten nach dem KCanG und dem MedCanG in die Katalogstraftaten aufgenommen, die eine Telekommunikationsüberwachung (§ 100a Abs. 2 Nr. 7a, 7b StPO), eine Online-Durchsuchung (§ 100b Abs. 2 Nr. 5a, 5b StPO), eine Bestandsdatenauskunft (§ 100j Abs. 1 Satz 3 StPO) sowie eine Vermögensbeschlagnahme (§ 443 Abs. 1 Nr. 5, Nr. 6 StPO) rechtfertigen.

## Änderung der Fahrerlaubnis-Verordnung
In Art. 14 des Gesetzes wird ein neuer § 13a in die Fahrerlaubnis-Verordnung eingefügt, der die Klärung von Eignungszweifeln vor Erteilung oder Verlängerung einer Fahrerlaubnis bei einer Cannabisproblematik regelt. Wenn beispielsweise bestimmte Tatsachen die Annahme einer Cannabisabhängigkeit beziehungsweise eines Cannabismissbrauchs begründen, kann die Fahrerlaubnisbehörde die Beibringung eines medizinischen Gutachtens beziehungsweise eines medizinisch-psychologischen Gutachtens verlangen, wenn zu klären ist, ob Cannabisabhängigkeit oder Cannabismissbrauch nicht mehr bestehen.